# 유엔자원봉사단
유엔자원봉사단(영어: United Nations Volunteers, UNV)은 유엔 조직을 통해 평화와 발전에 기여하는 자원봉사 프로그램이다. 독일 본에 본사를 둔 UNV는 매년 약 130개국에서 활동하고 있다. 많은 국가에 6개의 지역 사무소와 현장 단위로 구성된 UNV는 유엔 개발 계획 (UNDP)에 의해 관리되고 UNDP 집행 이사회에 보고된다.

## 같이 보기
- 미국 평화 봉사단